# Dere posticata
Dere posticata är en skalbaggsart som beskrevs av Gardner 1939. Dere posticata ingår i släktet Dere och familjen långhorningar. Inga underarter finns listade i Catalogue of Life.